# Kirche von Skörstorp

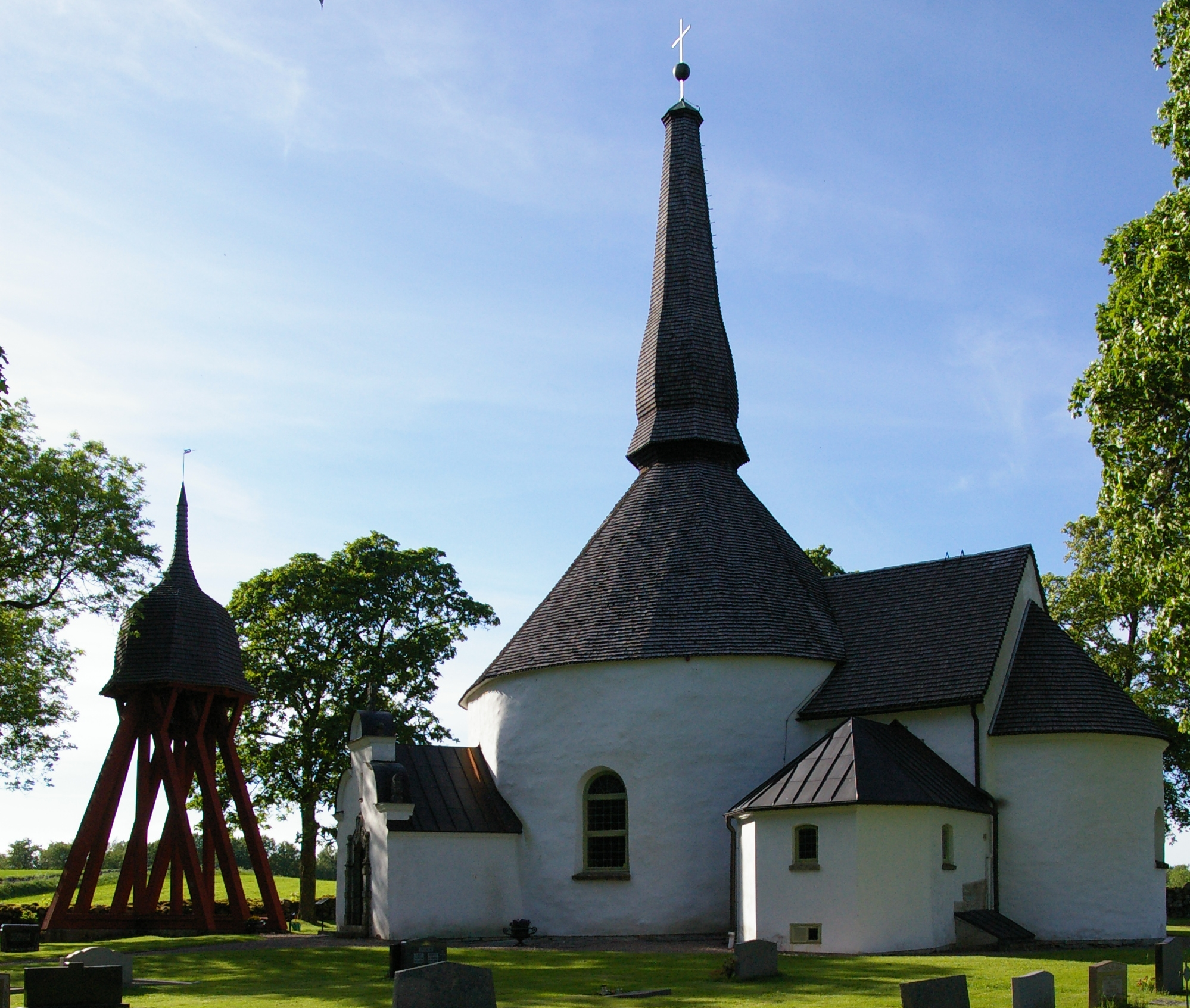
Kirche von Skörstorps

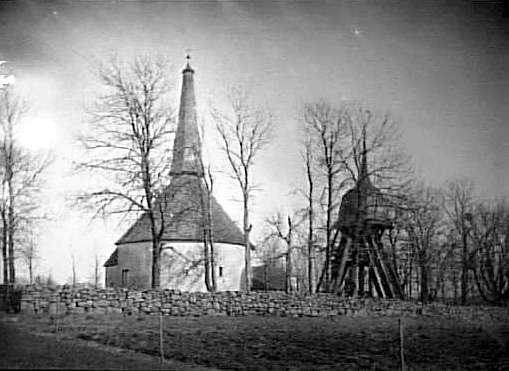
Foto von Sanfrid Welin, 1890

Die Kirche von Skörstorp ist eine Rundkirche in Skörstorp, in der schwedischen Gemeinde Falköping. Die Kirche gehört zur Kirchengemeinde (schwedisch Församling) Åslebygden im Bistum Skara. Die Kirche stammt aus dem 12. Jahrhundert.
Außerhalb der Kirche steht ein rot lackierter offener Glockenturm.